# Xã Cherry Valley, Quận Ashtabula, Ohio
Xã Cherry Valley (tiếng Anh: Cherry Valley Township) là một xã thuộc quận Ashtabula, tiểu bang Ohio, Hoa Kỳ. Năm 2010, dân số của xã này là 955 người.